# 播州ラーメン

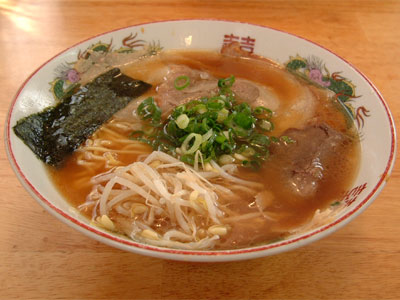
播州ラーメン

加東市の播州ラーメン店

播州ラーメン（ばんしゅうラーメン）は、兵庫県西脇市を中心とした播州地方で作られ食されている醤油ラーメンで、「播州名物」とされているラーメンである。

## 概要
スープは醤油味であるが甘さが強い。使用されるタレは地元産の甘味を帯びた独自の醤油であり、甘みを加えるタマネギやリンゴ、魚のだし、氷砂糖などを煮込み、甘さが強い物である。ダシは、鶏ガラ、トンコツ、野菜などをベースとしている。但し、定まったレシピや基準もなく、各店舗によって色、甘さはまちまちで味もそれぞれ違う。麺は細めの縮れ麺で、具にはチャーシュー、ネギ、モヤシ、焼いた板海苔といういたってシンプルなものである。
甘さの強いスープの由来は、戦後に隆盛を極め、かつて西脇市が播州織に代表される繊維産業の町であった歴史にある。当時全国各地の農村などから中学を卒業したばかりの女子たちが集団就職でやってきて織物工場で働き、その数約2万人ともいわれた。かつて西脇大橋のたもとにあったラーメン店（西脇大橋ラーメン）がこうした女工の口に合わせて、工夫を重ねるうちに現在の甘口スープにたどり着いたという説が有力だが、一方、それ以前から甘かったと証言する古老もいるらしい。
「播州ラーメン」の名付け親は西脇多可料飲組合で、地元の特産ラーメンとしてPRしてきた。同組合には現在、15店舗が加盟している。ときに地元の産業展などでも紹介されることもある。なお、西脇市以外にも、多可町、加東市などにもこの播州ラーメンを標するラーメン店が点在する。
さらに近年に至り、播磨の地場産業である醤油の味を生かし、播州ラーメンの味わいを応用した「姫路ラーメン」が生まれ新しい食ブランドとして台頭しつつあり、らーめん八角（19店舗）、希望軒などの姫路発祥のチェーン店舗が勢力を増しつつある。

## 西脇多可料飲組合播州ラーメン認定店
西脇多可料飲組合が認定している「播州ラーメン」認定店は以下の通りである。
- 内橋らーめん
- かおるちゃんラーメン
- 西脇大橋ラーメン
- 畑やんラーメン（本店・しばざくら店）
- タッチャンラーメン
- 千笑
- 播州ラーメンひすい